# 奥特科斯纳亚河
奥特科斯纳亚河（俄语：Река Откосная），前称斜步碴河（俄语：Река Себучар），是滨海边疆区丘古耶夫区的河流，源起无名山北坡，长64公里，流域面积1040平方公里，注入茹拉夫廖夫卡河。下游宽3米，中游宽15-20米，深0.6到0.7米。

## 引用
1. ↑  А·П·穆拉诺夫. . 列宁格勒: 气象出版社. 1966 （俄语）.
2. ↑  . 列宁格勒: 气象出版社 （俄语）.
3. ↑  Т·А·基谢尔科瓦娅. . 列宁格勒: 气象出版社. 1977 （俄语）.
4. ↑  . Verumwiki.   [2023-12-10]. （原始内容存档于2023-12-10） （俄语）.